# Жмигрудский замок
Жмигрудский замок (пол. Zamek w Żmigrodzie, нем. Schloss Trachenberg, Schloss Hatzfeld) — руины барочного дворца и хорошо сохранившаяся готическая жилая башня, расположенные над рекой Барыч в городе Жмигруде Тшебницкого повята Нижнесилезского воеводства в Польше. В прилегающем к замку парке находится памятник природы — дуб черешчатый с диаметром ствола 631 сантиметр (в 2010 году).

## История

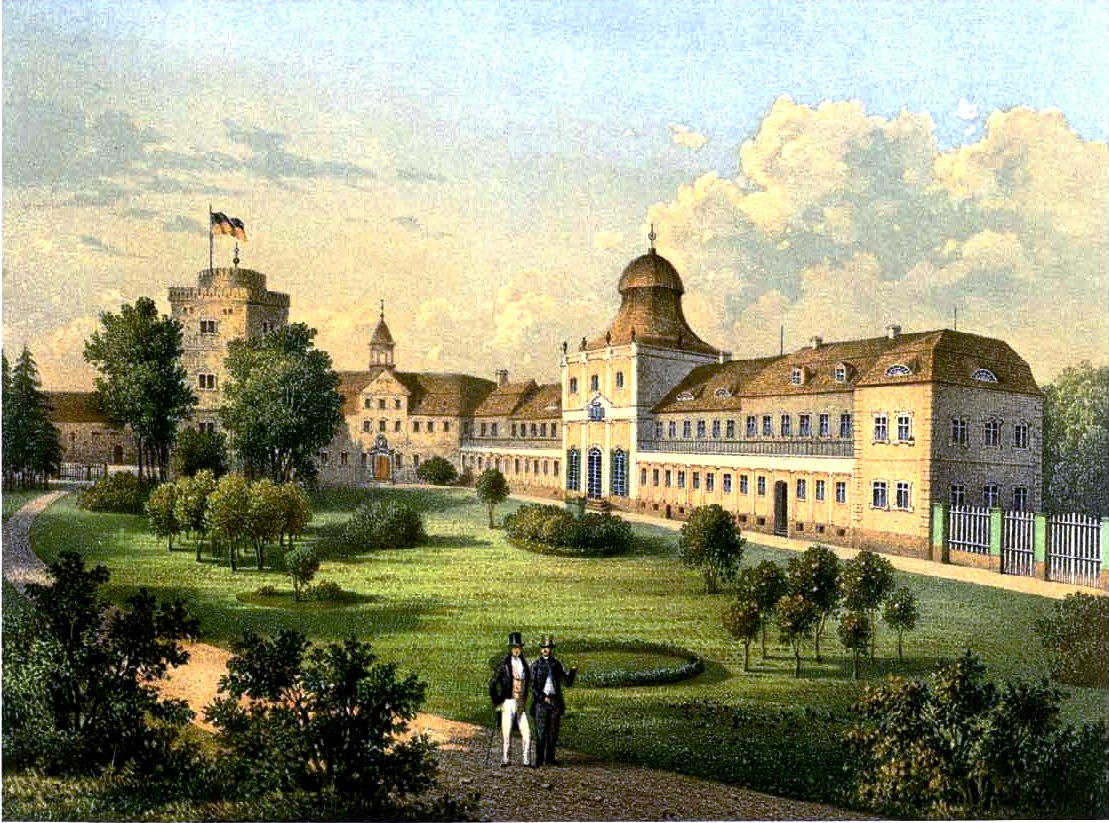
Дворец во второй половине XIX века. Из коллекции Александра Дункера

Первое упоминание о замке датируется 1296 годом. Вероятно всего, в то время это было деревянное укрепление. Следующее упоминание относится к 1375 году, в нем замок принадлежит олесницким князьям. Это было здание неправильной формы с башней с северной стороны и въездной брамой — с южной. Замок находился среди болот реки Барыч и был окружен рвом. В те времена его владельцами были вроцлавские епископы, олесницкие князья и рыцари.
Со смертью последнего олесницкого Пяста — Конрада Х Белого, в 1492 году город вместе с замком перешел в собственность чешского короля Владислава II Ягеллончика, который передал местные земли польскому феодалу из Великопольши, Сигизмунду Корцбоку (Курцбаху) из Виткова. Вильгельм Курцбах в 1560 году построил вторую, сохранившуюся доныне, башню. Это четырехгранное, четырехэтажное жилищно-оборонительное сооружение.
Род Курцбахов владел замком до 1592 года, когда замок был продан Адаму Шаффгочу. На рубеже XVI—XVII веков замок дважды уничтожался пожарами. Отстроенный и сильно укрепленный замок в течение двух лет успешно отражал атаки шведских войск во время Тридцатилетней войны. Однако в 1642 году шведы захватили замок, и на протяжении 8 лет он служил базой для шведских войск в Силезии.
С середины XVII века, вплоть до завершения Второй мировой войны, замок находился во владении рода фон Хатцфельдов. Во второй половине XVII века или в начале XVIII века австрийский фельдмаршал Мельхиор фон Хатцфельд перестроил замок в барочный дворец. Средневековые здания, за исключением башни, были снесены. Дворец был модернизирован в XVIII веке. Архитектором нового крыла, которое было выполнено в стиле классицизма, стал Карл Готтгард Лангганс.
9 июля 1813 года дворец стал местом встречи российского царя Александра I и прусского короля Фридриха Вильгельма III, которые вместе с английскими и австрийскими депутатами разрабатывали здесь план окончательного поражения Наполеона. Эти наработки вошли в историю под названием Трахенбергский план. В XIX веке с башни была снята четырехскатная крыша и достроена верхняя часть, украшенная неоготическим кренеляжем.
Дворец был разрушен в 1945 году, после чего его уже не восстанавливали. Сохранилась лишь башня, которую отреставрировали снаружи. В 70-х годах XX века значительная часть руин дворца была снесена, а их обломки были вывезены.

## Современное состояние
В 2007 году, на средства Европейского Союза, началось восстановление сохранившихся руин дворца и интерьера башни. С 2008 года остатки замка функционируют как туристический объект. В 2012 году к существующей части замка был достроен трельяж, символизирующий утерянное длинное крыло дворца. В наше время в подземельях руин функционирует ресторан, а в сохранившейся башне — пункт туристической информации, музейные экспозиции, театральная зала и конференц-зал, гостиничные апартаменты и смотровая площадка.

## Галерея

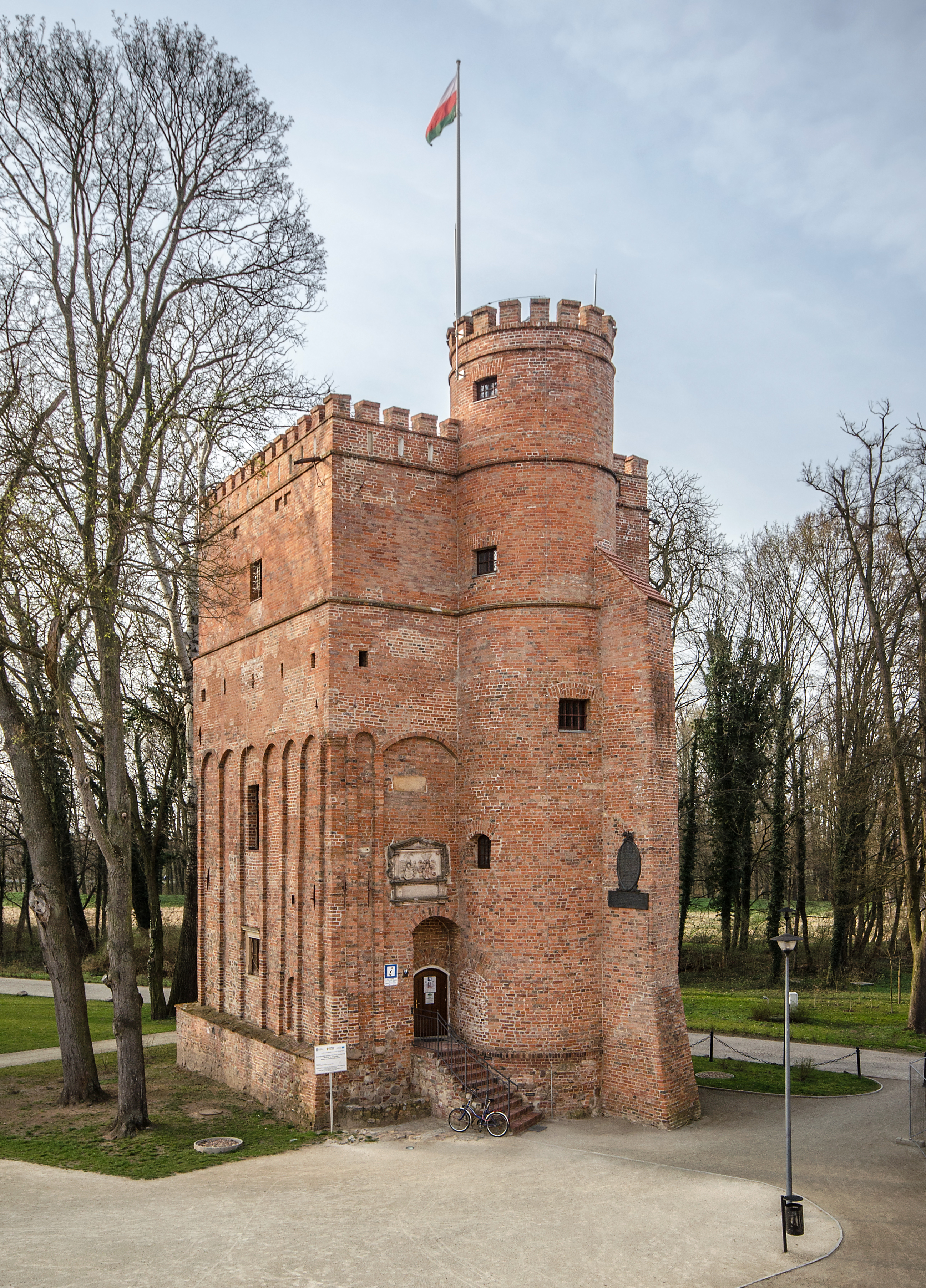
Сохранившаяся башня
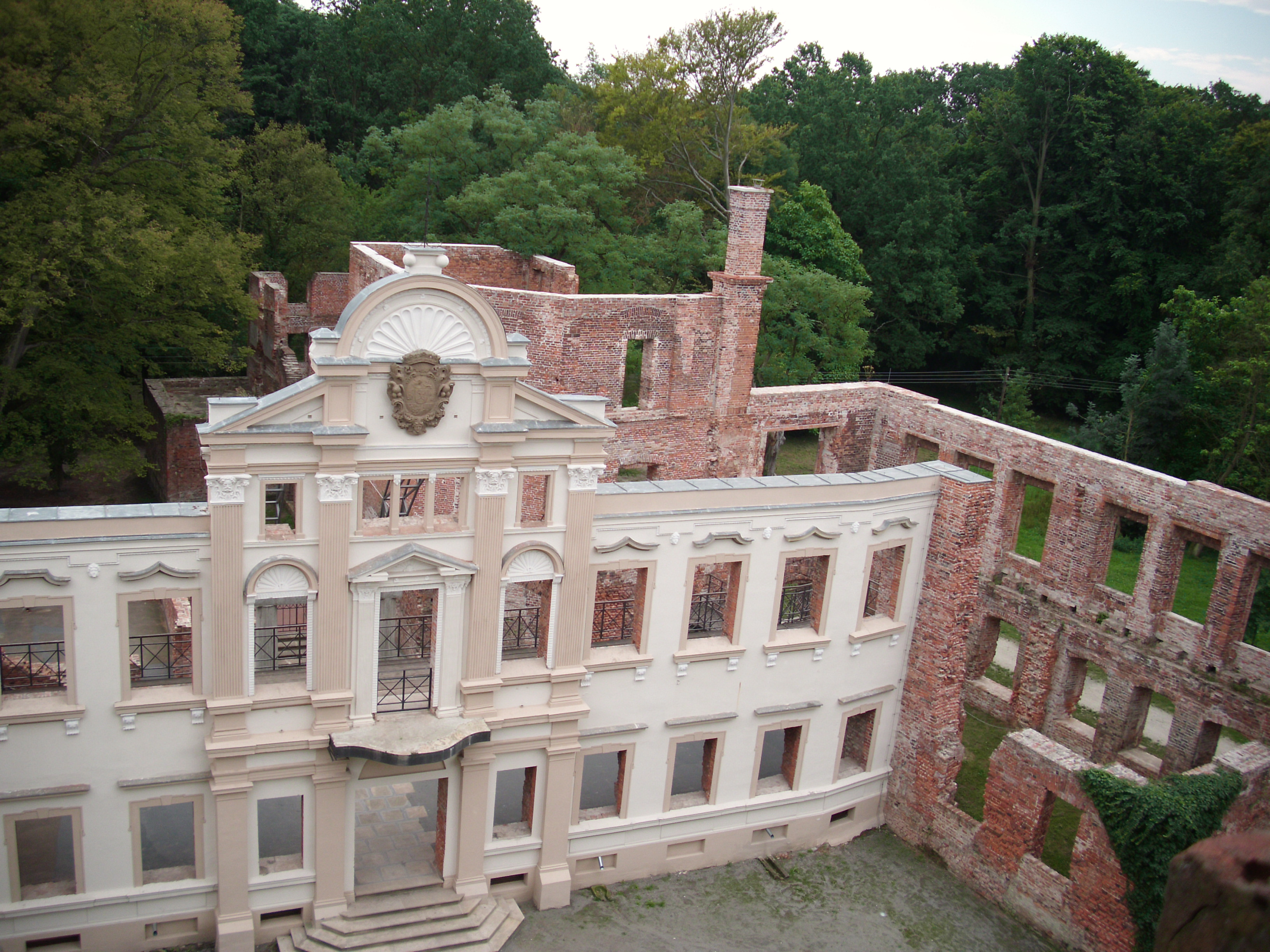
Руины дворца Хатфельдов после ревитализации. Вид сверху
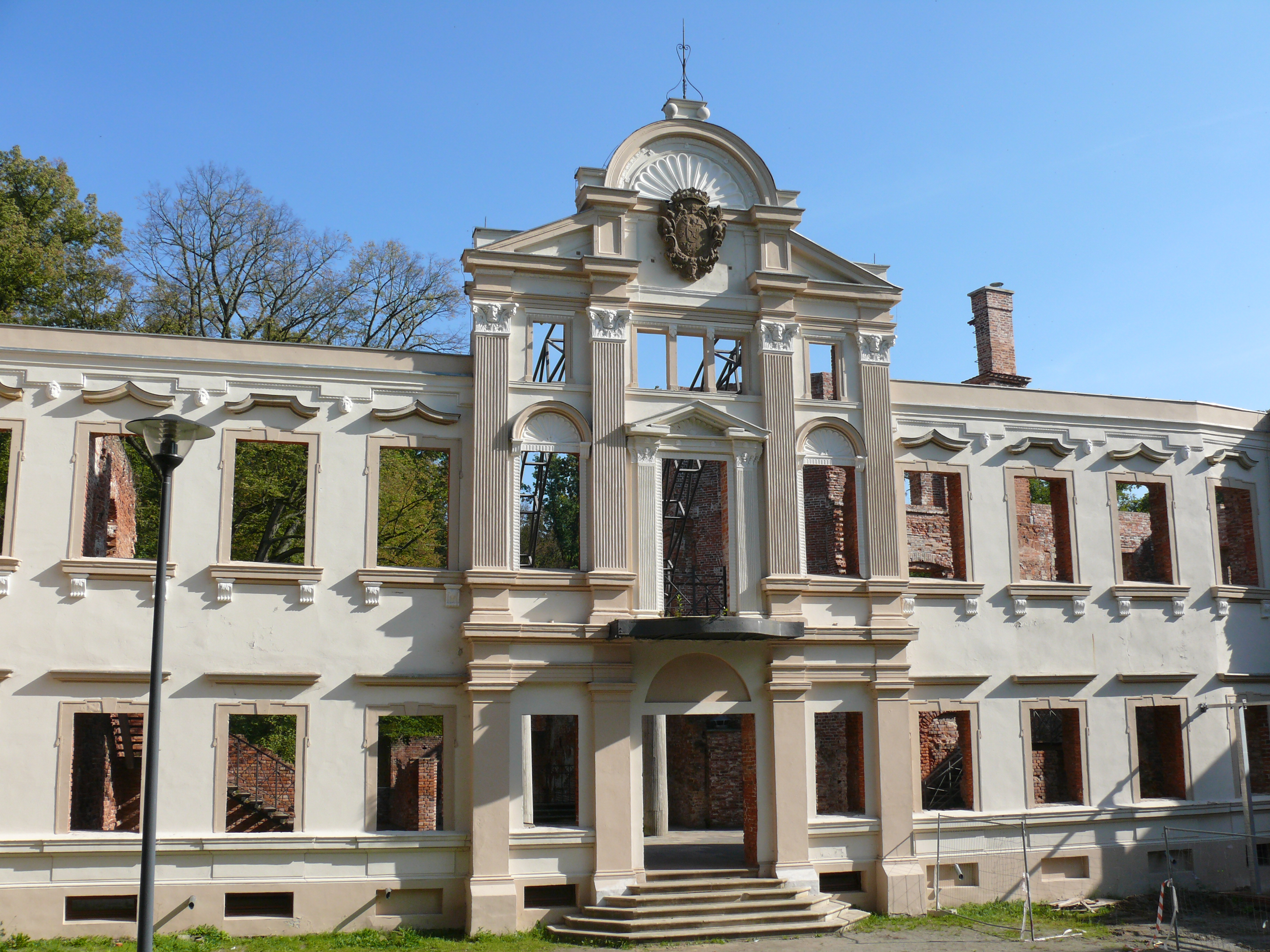
Руины дворца Хатцфельдов после ревитализации
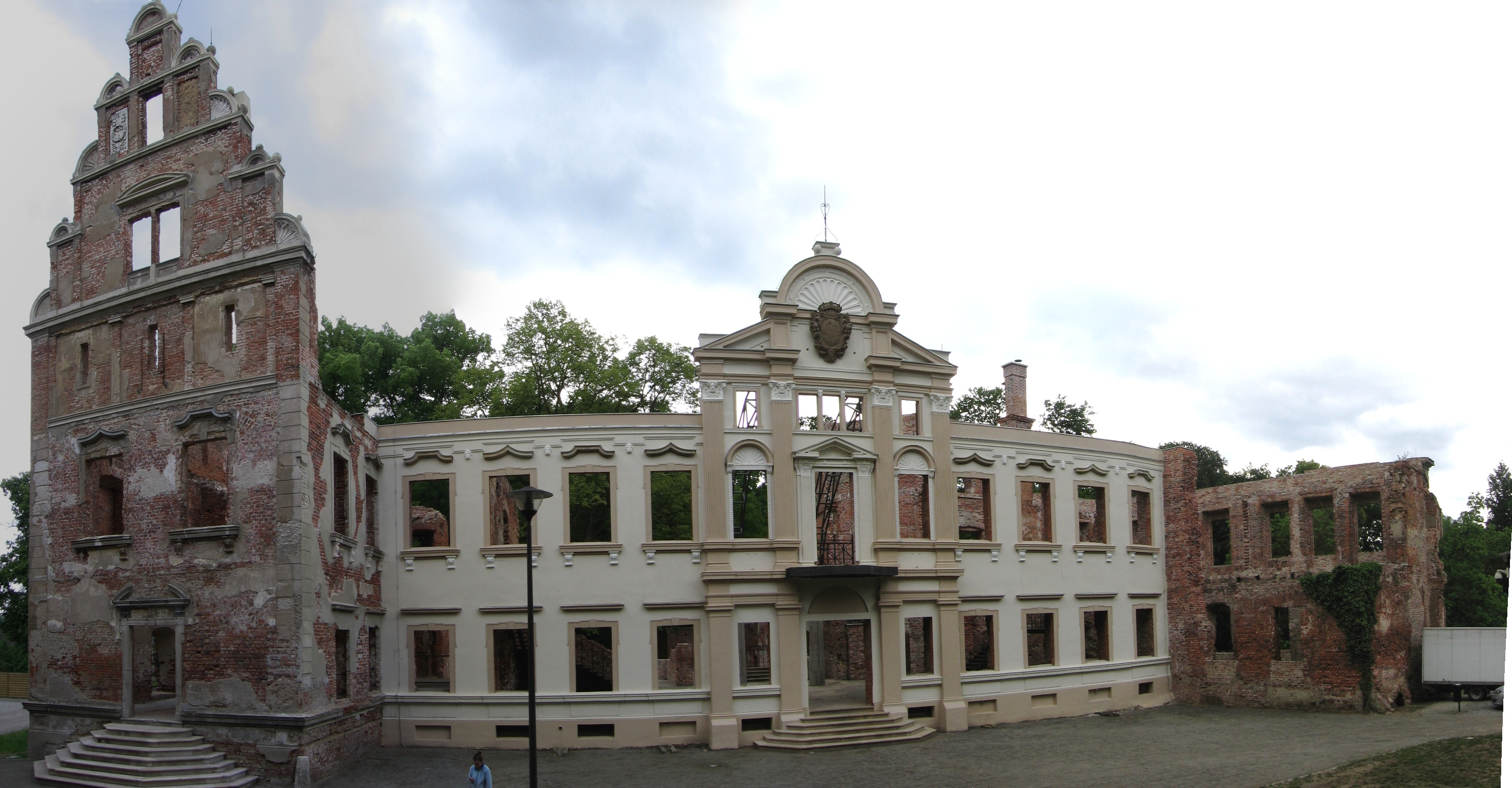
Руины дворца Хатцфельдов после ревитализации
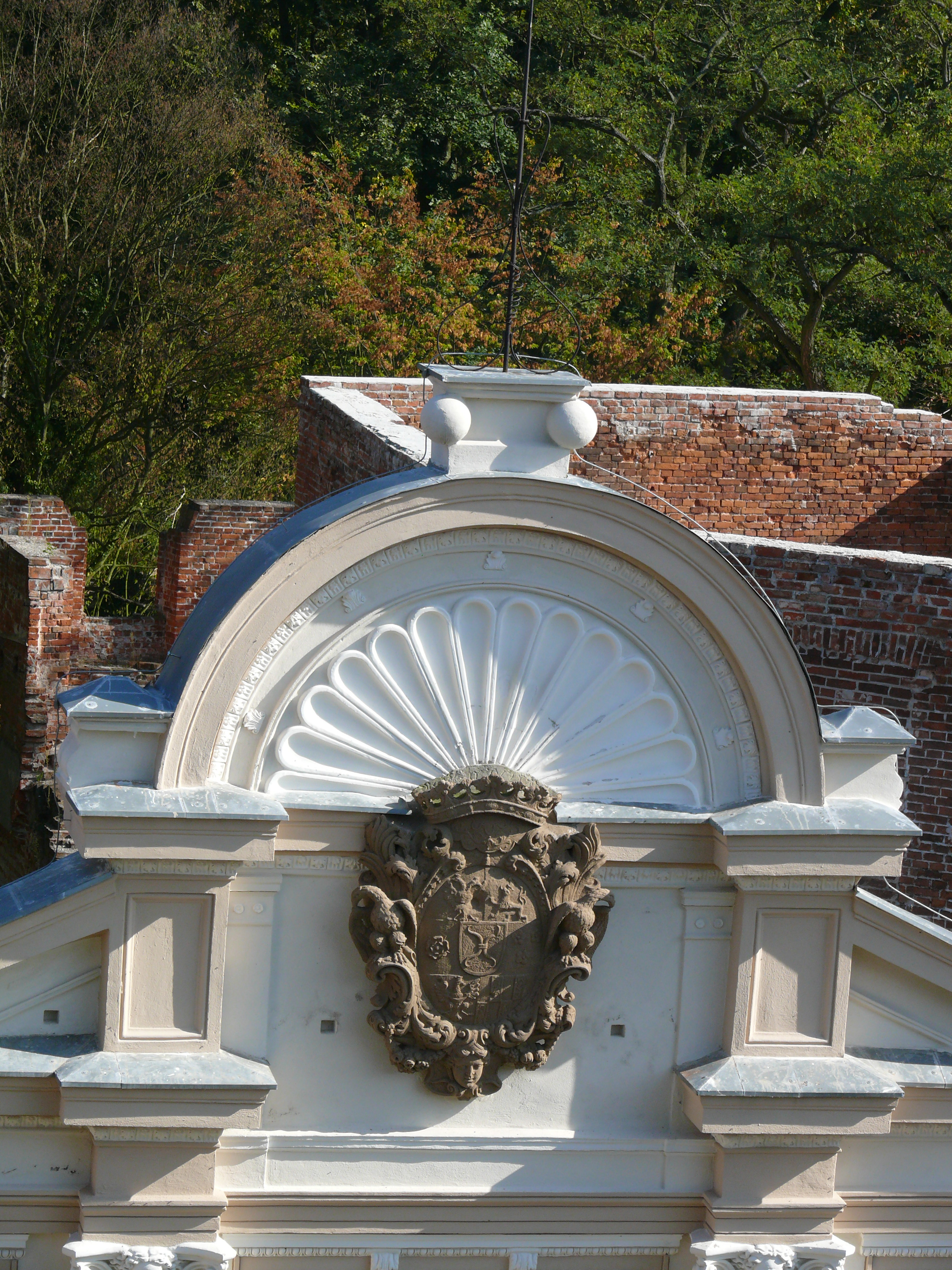
Герб на фасаде дворца Хатцфельдов
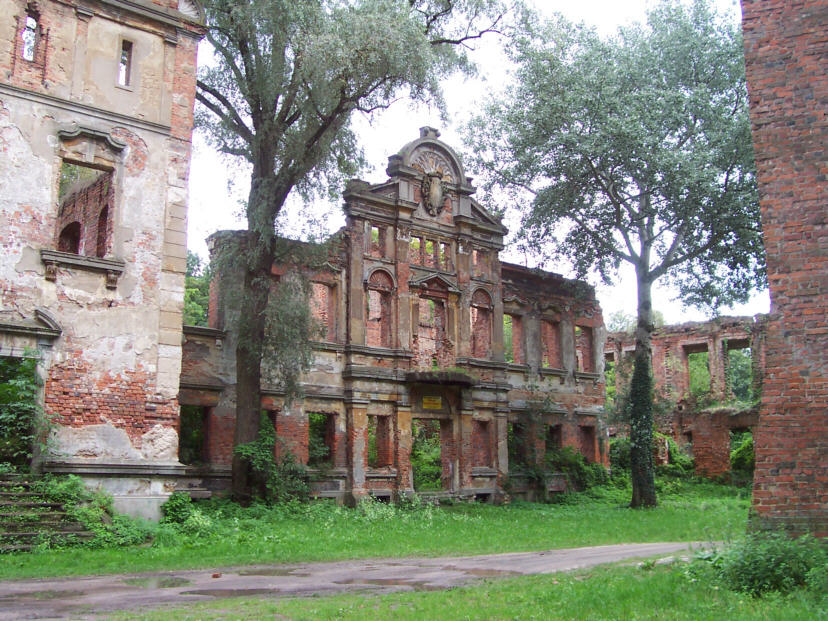
Руины дворца в 2006 году